# Stapelia immelmaniae
Stapelia immelmaniae är en oleanderväxtart som beskrevs av Neville Stuart Pillans. Stapelia immelmaniae ingår i släktet Stapelia och familjen oleanderväxter. Inga underarter finns listade i Catalogue of Life.